# Гідравлічна машина

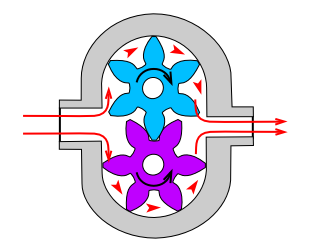
Принцип роботи об'ємного гідронасоса шестеренного типу.

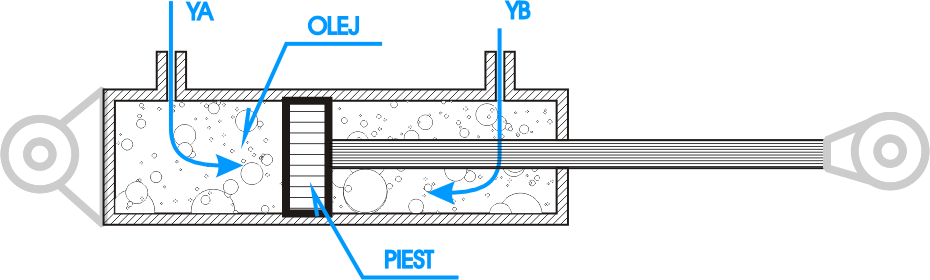
Гідроциліндр (об'ємний гідродвигун зворотно-поступального руху).

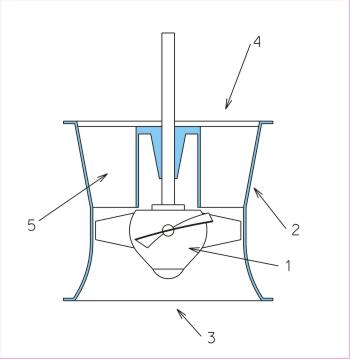
Конструктивні особливості осьової динамічної гідромашини лопатевого типу.

Гідравлі́чна маши́на (гідромаши́на) (рос. гидравлическая машина; англ. hydraulic machine; нім. Hydromaschine f) — енергетична машина, призначена для перетворення механічної енергії твердого тіла в механічну енергію рідини (або навпаки).
Гідравлічні машини — основний компонент гідроприводів.

## Види гідромашин
Найпоширенішими різновидами гідравлічних машин є насоси і гідродвигуни.
Насосом називають пристрій, який перетворює механічну енергію обертання в гідравлічну енергію течії робочої рідини (ДСТУ 3063-95, ГОСТ 17398-72). Насос слугує для напірного переміщення (всмоктування, нагнітання) рідини в результаті надання їй енергії. Основне призначення насосів — підвищення повного тиску середовища, яке переміщується.
Гідродвигуном називають гідромашину для перетворення механічної енергії потоку рідини в механічну енергію вихідної ланки. За характером руху робочого органа гідравлічні двигуни поділяються на двигуни обертового руху (гідромотори), поступального руху (гідроциліндри), поворотного руху (поворотні гідродвигуни).
Насос-мотор може працювати як у режимі об'ємного насоса, так і в режимі гідродвигуна, що свідчить про оборотність гідравлічних машин.
По характеру силової взаємодії всі гідромашини (насоси і гідродвигуни) поділяються на динамічні і об'ємні.
В динамічній гідромашині силова взаємодія між робочим органом і рідиною відбувається у проточній частині, що є постійно сполучена із всмоктувальним і нагнітальним трубопроводами. До них належать лопатеві (радіальні, відцентрові, осьові) нагнітачі та нагнітачі тертя (вихрові, дискові, струминні та ін)
В об'ємній гідромашині процес відбувається в замкнених робочих об'ємах (робочих камерах), котрі поперемінно рідина заповнює та витісняється з них і при цьому робочі камери сполучаються з вхідним чи вихідним трубопроводами відповідно. Це безроторні зворотно-поступальні (діафрагмові, поршневі) і роторні (аксіально- та радіально-поршневі, шиберні, зубчасті, гвинтові та ін.) гідромашини.

## Основні характеристики гідромашин
Подача насоса — це корисна об'ємна кількість рідини, що нагнітається насосом за одиницю часу через його вихідний переріз (нагнітальний патрубок). Позначається як Q (м³/с).
Напір насоса — повна механічна енергія, віднесена до одиниці ваги рідини (питома енергія), що передається насосом потокові рідини. Тобто це різниця повних питомих енергій потоку (повних напорів) на виході і вході насоса. Напір може бути обчислений за формулою:
{\displaystyle H\,={\frac {\Delta p}{\rho g}}\,},
де:
{\displaystyle \Delta p} — перепад тиску на насосі, (Па);
{\displaystyle \rho } — густина (питома маса рідини), (кг/м³);
g — прискорення вільного падіння (м/с²).
Основним параметром об'ємної гідромашини є робочий об'єм, що відповідає зміні об'єму робочих камер протягом одного циклу роботи гідромашини. Робочий об'єм — це сумарна різниця найбільшого і найменшого значень об'єму робочих камер гідромашини за один оберт або подвійний хід робочого органу.
Напір на гідродвигуні — це повна питома енергія, яку потік рідини передає робочому органу гідродвигуна. Тобто аналогічно до насосу, але потік енергії має протилежний напрям. Тому для її оцінки може бути використана вказана вище формула, але перепад тиску на гідродвигуні буде дорівнювати різниці тисків на вході і виході.
Корисною потужністю насоса є потужність на виході, тобто гідравлічна потужність потоку Nг, підрахована за формулою
 Nг = H·ρ·g·Q = Δp·Q
Споживаною потужністю насоса є механічна механічна потужність на його привідній ланці (валу), що може бути обчислена за
 Nм = М·ω ,
де:
M — крутний момент на валу насоса (Нм);
ω — кутова швидкість вала насоса (с−1).
Тоді його коефіцієнт корисної дії визначається співвідношенням
 ηн = Nг/Nм 
На гідродвигуні потік енергії має протилежний у порівнянні з насосом напрям. Тому для нього корисною є механічна потужність на вихідній ланці (валу) а споживаною — гідравлічна потужність потоку рідини. К.к.д гідравлічного двигуна визначається співвідношенням:
 ηд = Nм/Nг .
Слід відзначити, що для характеристики енергетичних втрат в гідромашинах крім загального к.к.д, що визначається вище записаними виразами вводять частинні к.к.д:
  ηо — об'ємний к.к.д., що враховує втрати об'єму рідини на перетікання через щілини і зазори;
  ηг — гідравлічний к.к.д, що враховує втрати на вихороутворення і тертя в потоці рідини;
  ηм — механічний к.к.д., що враховує втрати на тертя в підшипниках та інших вузлах тертя.
При цьому повний к.к.д. обчислюється як добуток частинних к.к.д.:
  η = ηо·ηг·ηм .
Якщо якимось з видів втрат енергії знехтувати, то відповідний коефіцієнт набуває значення, що рівне одиниці.
Гідравлічний механізм (рос.гидравлический механизм; англ. hydraulic mechanism; нім. hydraulischer Mechanismus m) – механізм, в якому перетворення руху відбувається за допомогою твердих і рідких тіл.